# شهرستان کاآ-خمسکی
شهرستان کاآ-خمسکی (به لاتین: Kaa-Khemsky District) یک شهرستان در روسیه است که در تووا واقع شده‌است.